# Pediamenopet
Pediamenopet, scritto anche Padiamenipet, Padiamenemipet, Padiamenope e nella forma ellenizzata Petamenofi (fl. VIII-VII secolo a.C.), è stato un sacerdote egizio vissuto durante la XXV e la XXVI dinastia (VIII/VII secolo a.C.).

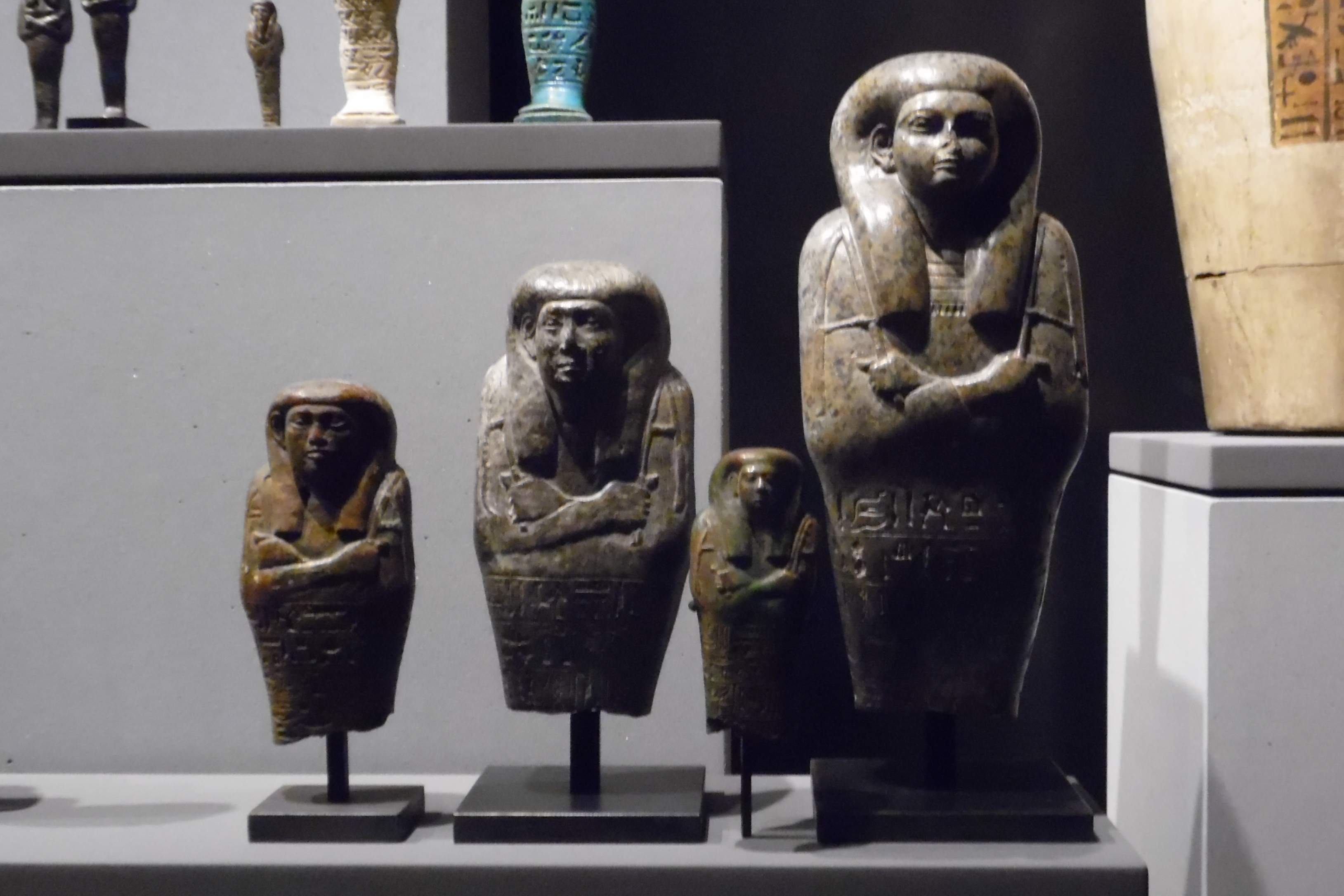
Ushabti di Pediamenopet. Monaco, Staatliches Museum Ägyptischer Kunst

È il titolare dell'importante tomba TT33, situata a El-Assasif, non lontano da Deir el-Bahari e Dra Abu el-Naga (tali località fanno parte della grande necropoli tebana). 
Pediamenopet fu scriba reale e capo dei sacerdoti lettori (kher-heb) che avevano il compito di declamare le formule sacre durante il culto, e il loro capo gestiva gli archivi dei testi rituali all'interno dei templi. Fu al servizio di uno o più faraoni della XXV dinastia e della XXVI dinastia e divenne tanto ricco e potente da farsi costruire una tomba labirintica con centinaia di metri di pitture e geroglifici sulle pareti.

## Famiglia
Dalle rappresentazioni parietali della tomba, non è ricavabile il nome del padre di Padiamenipet, Profeta e Capo dei preti lettori, mentre Namenkhesi era il nome della madre, suonatrice di sistro di Amon; Tedi fu sua moglie.

## Tomba

Ushabti del sacerdote-lettore capo Padiamenemipet. Museo Egizio, Torino.

La sepoltura di Pediamenopet, non distante dalla riva del Nilo, risultò estremamente interessante fin dalla sua scoperta nel XIX secolo; in seguito venne classificata con la sigla TT33. Le sue dimensioni sono straordinarie, difatti è più grande delle tombe dei famosi faraoni d'Egitto presenti nella necropoli. Ha 22 stanze collegate da lunghi corridoi e pozzi profondi, diffuse su 3 piani alla profondità di 20 metri metri sotto il livello del suolo; comprende numerose iscrizioni. Nel 2004 e nel 2005 l'egittologo francese Claude Traunecker, dell'Università di Strasburgo, esplorò gli ambienti di questa vasta sepoltura. La riapertura ufficiale fu effettuata dagli ufficiali del Concilio Supremo delle Antichità e dagli archeologi impiegati nell'area. Ulteriori lavori furono finalizzati alla ripulitura, al restauro e alla conservazioni del sito archeologico che reca, tra l'altro, incisioni col testo del Libro dei morti.
Sono stanti rinvenuti vari ushabti di Pediamonepet: tutti furono infranti nell'antichità, forse per ragioni legate alla magia.